# Can Pau Ferrer
Can Pau Ferrer és una obra de Cabrera de Mar (Maresme) inclosa en l'Inventari del Patrimoni Arquitectònic de Catalunya.

## Descripció
Masia amb teulada a dos vessants, de tres plantes: baixos, pis i golfes. La façana principal té el portal rodó adovellat amb dos bancs de pedra a cada banda. Al mig de la finestra central i la finestra dreta hi ha un rellotge de sol. Al pati que té al davant hi ha una bassa. Adossats a l'edifici central hi ha altres cossos actualment a punt d'enderrocar-se.

## Història
A la planta baixa d'aquesta masia hi ha actualment una pastisseria i una fleca, amb el forn a la part lateral.